# Jan Nejman
Jan Nejman (ur. 1894, zm. 1937) – działacz komunistyczny, redaktor naczelny „Trybuny Radzieckiej”.
W 1917 roku wstąpił do PPS-Lewicy. Uczestnik rewolucji październikowej. W latach 1921–1926 pełnił funkcje sekretarza komitetów powiatowych Komunistycznej Partii (bolszewików) Białorusi w Czausach, Kalinowiczach i Homlu.
W latach 1927–1930 Sekretarz Biura Polskiego Komitetu Centralnego Wszechzwiązkowej Komunistycznej Partii (bolszewików). W latach 1927–1933 redaktor „Trybuny Radzieckiej” w Moskwie, a w latach 1930-1933 jej redaktor naczelny. Brał także udział w pracach redakcyjnych „Myśli Bolszewickiej” i „Kultury Mas”. W 1937 roku aresztowany i stracony w czasie Wielkiego terroru.